# Ферапонт (село)
Ферапонт — село в Буйском районе Костромской области. Входит в состав Центрального сельского поселения, расположено на реке Монзе (приток Костромы), недалеко от устья.

## География
Находится в северо-западной части Костромской области на расстоянии приблизительно 32 км на север-северо-запад по прямой от города Буй, административного центра района.

## История
Со второй половины XVI века до 1764 года тут существовал мужской Благовещенский монастырь, основанный преподобным Ферапонтом Монзенским. В 1546 году Иван Грозный пожаловал ему сельцо Ефимьевское с деревнями. В 1628 году здесь была отмечена Воскресенская и Благовещенская церкви. В 1872 году здесь (тогда погост Благовещенский) было отмечено 4 двора, в 1907 году—5. Во второй  половине XX века село опустело, но вновь возродилось в 1999 году.

## Достопримечательности
Действующая Благовещенская церковь.

## Население
Постоянное население составляло 16 человек (1872 год), 38 (1897), 27 (1907), 8 в 2002 году (русские 87 %), 4 в 2022.